# فرح أباد (كاشان)
فرح أباد هي قرية في مقاطعة كاشان، إيران. عدد سكان هذه القرية هو 13 في سنة 2006.